# Mohammad Kazem Shariatmadari
Mohammad Kazem Shariatmadari (persiska: محمد کاظم شریعتمداری), född 5 januari 1906 i Tabriz, Persien, död 3 april 1986 i Teheran, var en iransk storayatolla. Han var företrädare för den traditionella shiitiska praxisen att muslimska religiösa ledar skulle hålla sig borta från statliga ämbeten och var en kritiker av  högsta ledaren Ruhollah Khomeini. Han fördömde exempelvis att man tagit amerikanska diplomater som gisslan vid den amerikanska ambassaden i Teheran, och att Khomeini gett sitt stöd till gisslantagarna. År 1982 anklagades Shariatmadari för att vara delaktig i en plan för att bomba Khomeinis hem och att störta den islamiska staten och han fick sitta i husarrest till sin död 1986. Hans anhängare var också motståndare till Ruhollah Khomeini.

## Biografi

### Härkomst
Kasem Shariatmadari föddes 1905 i staden Tabriz. Han var den äldsta sonen i en familj från den iranska medelklassen, där hans far var tobakshandlare. Vid en ålder av elva år började han arbeta i sin fars verksamhet. Efter två år bestämde han sig för att satsa på en karriär som imam. Förutom turkiska och persiska hade Kasem redan lärt sig arabiska och franska.

### Utbildning
År 1915 begav sig Shariatmadari till Qom för att studera i den nybildade hawzan Hozey-e Elmiye. Den religiösa skolan leddes av sheikh Abdolkarim Haeri Yazdi, som ansåg att muslimska religiösa ledare skulle fokusera på andliga problem och överlåta politiken till politikerna. Några år senare, efter att Sheikh Haeri och storayatollan Hossein Borujerdi  hade dött, skulle Shariatmadari bli den viktigaste representanten för denna uppfattning och därmed en bitter motståndare till Ruhollah Khomeini.
Shariatmadari tilldelades titeln "Ayatollah" av Sheikh Haeri vid 19 års ålder. Han blev en Mujtahid, det vill säga en juridisk auktoritet som  självständigt kan formulera  rättsliga åtgärder (Ijtihad). 1921 flyttade  Shariatmadari till Najaf för att fortsätta sina studier. Han stannade där i sex år och återvände 1927 till sin hemstad Tabriz.

### Första offentliga framträdandet
Redan som ung skiljde sig Shariatmadari från det traditionella muslimska religiösa ledarskapet. Medan dessa såg arabiska som "Guds språk" och persiska ansågs som "olämpligt" för diskussion om teologiska frågor, bröt Shariatmadari med denna tradition och publicerade sina publikationer inte bara på arabiska utan även på persiska. Senare, när han blev storayatolla och chef för den religiösa skolan, insisterade han på att hans elever inte bara skulle lära sig persiska och arabiska, utan dessutom åtminstone ett annat främmande språk. Det var brukligt att en ayatolla endast behandlade  ett fåtal, teologiska texter och publicerade sina tankar om dessa texter, men Shariatmadari bröt även med denna tradition. Han behandlas inte bara teologiska utan även sekulära texter som Mohammad Ali Foroughis historia om europeisk filosofi och Ahmad Kasravis kritik av den shiitiska teologin. Vad beträffar politiska frågor intog Shariatmadari en avgjort pro-iransk hållning alltsedan sina  tidiga dagar som Ayatollah i Tabriz. I slutet av andra världskriget förklarade  Ja'far Pishevari Azerbajdzjan självständigt från  Iran och i september 1945 proklamerade den azerbadjanska folkregeringen sitt politiska och militära stöd till Sovjetunionen. Shariatmadari var i detta läge en av de mest beslutsamma motståndarna till kommunismen, vilket ledde till hans exil från Tabriz. Efter påtryckningar från USA:s president Harry S. Truman mot generalsekreterare Joseph Stalin, drog sig de sovjetiska och Azerbadjanska folkpartiets trupper tillbaka från Iran och iranska trupper kunde marschera in  i Azerbajdzjan under Shah Mohammad Reza Pahlavis ledning 1946, och  Shariatmadari var tillsammans med befolkningen i Tabriz redo att välkomna de monarkistiska trupperna.
Shariatmadari arbetade från 1927 till 1949 som ayatollah i Tabriz. På grund av sin popularitet hade han många anhängare i den den turkiska befolkningen i Iran.

## Åren i Qom
År 1950 lämnade Shariatmadari Tabriz och flyttade till Qom, där han snart blev en lärare med stor auktoritet och anseende. Efter Ayatollah Borujerdis återkomst hade Qom snabbt blivit det viktigaste centret för shiitisk lärdom. Shariatmadari erkände utan dröjsmål Borujerdis ledarskap bland ayatollorna. Emellertid fanns vissa skillnader i deras sätt att se på politik. År 1951, när Mohammad Mossadegh blev premiärminister i Iran uttalade ayatolla Abol-Ghasem Kashani, den främsta politiska ledaren för muslimska religiösa ledare, sitt stöd för Mossadegh, och även Shariatmadari valde Mossadeghs sida. Grand Ayatollah Borudjerdi stödde däremot monarkin,  som gick segrande ur maktstriden då Mossadegh störtades i en kupp 1953.
Efter Borujerdis död 1961 blev Shariatmadari en av de ledande marjorna, med anhängare i Iran, Pakistan, Indien, Libanon, Kuwait och de södra Persiska Gulf-staterna.
År 1963 hindrade Shariatmadari Shahen från att avrätta Ayatollah Khomeini genom att erkänna Khomeini som  en storayatollah och marja. En marja får enligt den iranska konstitutionen inte avrättas. Khomeini var i stället förflyttad från Qom. Under Khomeinis bortovaro blev  Shariatmadari ledande Mujtahid och chef för Qoms seminarium. Shariatmadari var för den traditionella shiitiska uppfattningen att hålla muslimska religiösa ledare borta från politiska ämbeten och en stark kritiker av Khomeini. Shariatmadari ledde centret för islamiska studier och publikationer och var administratören för flera skolor, bland annat Dar al-Tabligh (som även utbildade kvinnor i en särskild avdelning som hette Dar al-Zahra) och Fatima Madrasa i Qom. Efter demonstrationer av religiösa dissidenter i Qom öppnade Shahens säkerhetsstyrkor eld och sex personer dödades. Shariatmadari fördömde morden och krävde att Ayatollah Khomenei skulle få återvända. Senare, vid revolutionen gratulerade han Khomenei och skickade honom ett brev den 4 februari 1979.
Shariatmadari stod i motsats till Khomeinis tolkning av begreppet "Juristernas ledning" (Velayate Faqih) enligt vilket imamer kan anta auktoritärt politiskt ledarskap om de anser att den nuvarande regeringen agerar i strid med den "rätta" tolkningen av islam. I motsats till Khomeini följde Shariatmadari den traditionella shiamuslimska doktrinen, enligt vilken muslimska religiösa ledare borde tjäna samhället och förbli avskilt från politiken. Vidare trodde Shariatmadari starkt att inget politiskt system kan tvingas på ett folk, hur moraliskt korrekt den politiska teorin än kan verka. Istället måste människor kunna välja en regering fritt. Han trodde att ett demokratiskt  regering där folket väljer sina egna företrädare i demokratiska val är helt förenligt med den rätta tolkningen av juristernas ledarskap. Före den islamiska  revolutionen 1979 ville Shariatmadari återvända till systemet med konstitutionell monarki som antogs i den iranska konstitutionen 1906. Han uppmuntrade fredliga demonstrationer för att undvika blodsutgjutelse. Enligt ett sådant system var Shahens makt begränsad och landets styrning var mestadels i folkets händer genom ett parlamentariskt system. Mohammad Reza Pahlavi, den dåvarande Shahen i Iran, och hans allierade tog emellertid pacifismen hos imamer som Shariatmadari som ett tecken på svaghet. Shahens regering förklarade ett förbud mot minneshögtiderna  kring Muharram och hoppades att det skulle försvåra revolutionära protester. Efter en serie allvarliga angrepp på folket och muslimska religiösa ledarskapet och dödande och arrestering av många kritiserade Shariatmadari  Shahens regering och förklarade den icke-islamisk. Shariatmadari hoppades att en demokrati skulle upprättas i Iran.
Traditionell shiamuslimsk doktrin säger att religiöst lärda skall avhålla sig från politisk aktivitet och invänta den fördolde tolfte imamens återkomst. Khomeini förbigick denna trosmening genom att hävda att man i väntan på den fördolde imamen, dvs den 12:e imamens återkomst, skulle inrätta ett styre som är så förenligt som möjligt med det styre som denne efterlängtade kan tänkas inrätta. Ayatollah Khomeini drog slutsatsen att de som bäst kunde förväntas styra var de som hade religiös utbildning, det vill säga "Olama" – de muslimska lärda.

## Konflikt med Khomeini
I april 1982 arresterades Sadegh Ghotbzadeh  misstänkt för att tillsammans med militära officerare och delar av muslimska religiösa ledarskapet planera en statskupp med mord på Khomeini och hans regim och störta den islamiska staten. Ghotbzadeh förnekade att ha haft några avsikter mot Khomeinis liv och hävdade att han bara försökt förändra regeringen, inte störta den islamiska republiken. Under tortyr hävdade Ghotbzadeh att Ayatollah Shariatmadari också varit inblandad  och hade lovat pengar och sina välsignelser om kuppen lyckades. Bekännelsen, som framtvingats under tortyr, framstod dock som osannolik med tanke på Shariatmadaris vanliga karaktär och åsikter som pacifist. Shariatmadaris  svärson, som anklagades för att tjäna som mellanhand mellan Ghotbzadeh och ayatollan, dömdes till fängelse och en stor propagandakampanj lanserades för att diskreditera Shariatmadari. Shariatmadaris familjemedlemmar arresterades och torterades. Enligt en ny bok som innehåller memoarerna till Mohammad Mohammadi Rayshahri, en ledande aktör i den iranska regeringen och chefen för Hadith University i Iran, blev Shariatmadari själv slagen av Rayshahri. Dessutom tvingades den åldrande ayatollan att i nationell television läsa upp en bekännelse och be om förlåtelse från mannen han hade räddat  från avrättning två decennier tidigare. På grund av Shariatmadaris position som en mujtahid kunde regeringen inte avrätta honom offentligt, men man stängde hans centrum för islamiska studier och han fick inte längre ge ut några publikationer. Han hölls sedan i husarrest fram till sin död 1986. Han är begravd i en enkel grav på en kyrkogård i Qom. Det muslimska religiösa ledarskapet hindrades från att delta vid  begravningsakten, vilket kritiserades av storayatollan Hossein-Ali Montazeri, en av de ledande aktörerna i den iranska revolutionen.